# Alice Braga
Alice Braga Moraes (sinh ngày 15 tháng 4 năm 1983) là một nữ diễn viên người Brazil. Cô đã xuất hiện trong một số bộ phim của Brazil, đáng chú ý nhất là vai Angélica trong bộ phim City of God năm 2002 và vai Karinna trong bộ phim Lower City năm 2005.
Cô đã nổi tiếng quốc tế sau khi xuất hiện với vai diễn Will Smith trong I Am Legend (2007) và từ đó trở thành gương mặt quen thuộc ở Hollywood với các lần xuất hiện trong các bộ phim như Repo Men và Predators (cả năm 2010), The Rite (2011) và Elysium (2013)). Cô đóng vai nhân vật chính Teresa Mendoza trong bộ phim truyền hình kinh dị Queen of the South (2016 – nay). Cô đóng vai Wisdom trong bộ phim The Shack năm 2017, dựa trên cuốn sách cùng tên.

## Cuộc đời
Alice Braga Moraes sinh ra ở São Paulo, Brazil. Cô được nuôi dưỡng trong một gia đình Công giáo. Sự tiếp xúc của cô với thế giới diễn xuất đã đến từ rất sớm. Cả mẹ cô, Ana Braga, và dì cô, Sônia Braga, đều là nữ diễn viên, và Braga thường đi cùng họ đến trường quay của các bộ phim. Cô bắt đầu sự nghiệp của mình bằng cách xuất hiện trong vở kịch của trường và trong một số quảng cáo. Quảng cáo thương mại đầu tiên của cô là cho một hãng sữa chua khi cô được tám tuổi. Khi còn là một thiếu niên, cô đã bắt đầu theo đuổi vai diễn trong một số phim truyền hình và phim ảnh. Cô nói thông thạo tiếng Bồ Đào Nha, tiếng Tây Ban Nha và tiếng Anh.